# هیچ راهی برای بازگشت نیست (فیلم ۱۹۵۳)
هیچ راهی برای بازگشت نیست (به آلمانی: Weg ohne Umkehr) یک فیلم درام آلمان غربی به کارگردانی ویکتور ویکا با بازی ایوان دسنی، روت نیهاوس و رنه دلگن محصول سال ۱۹۵۳ است. این فیلم در اوج جنگ سرد ساخته شده‌است.